# Targówek

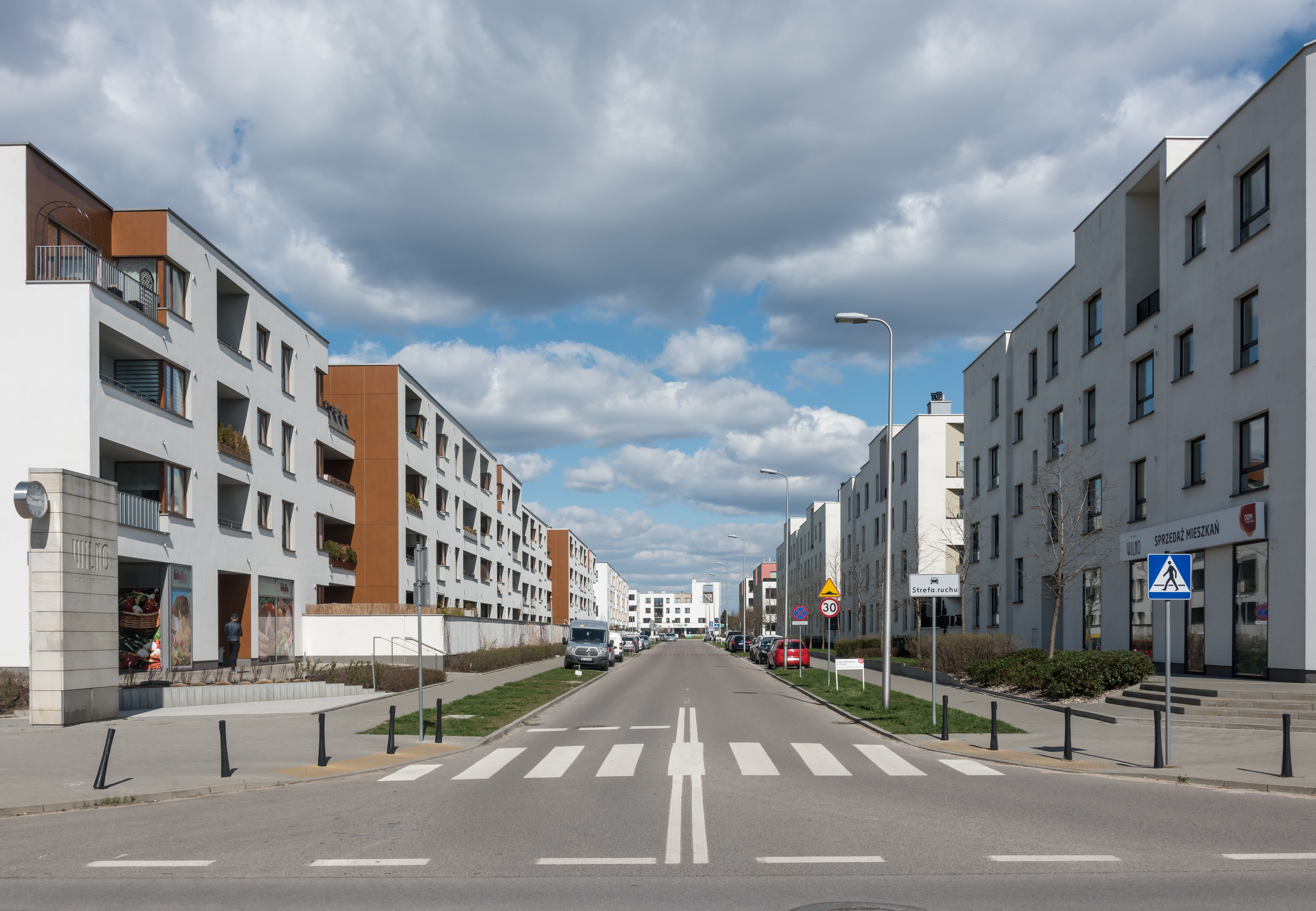
Osiedle Wilno na Targówku

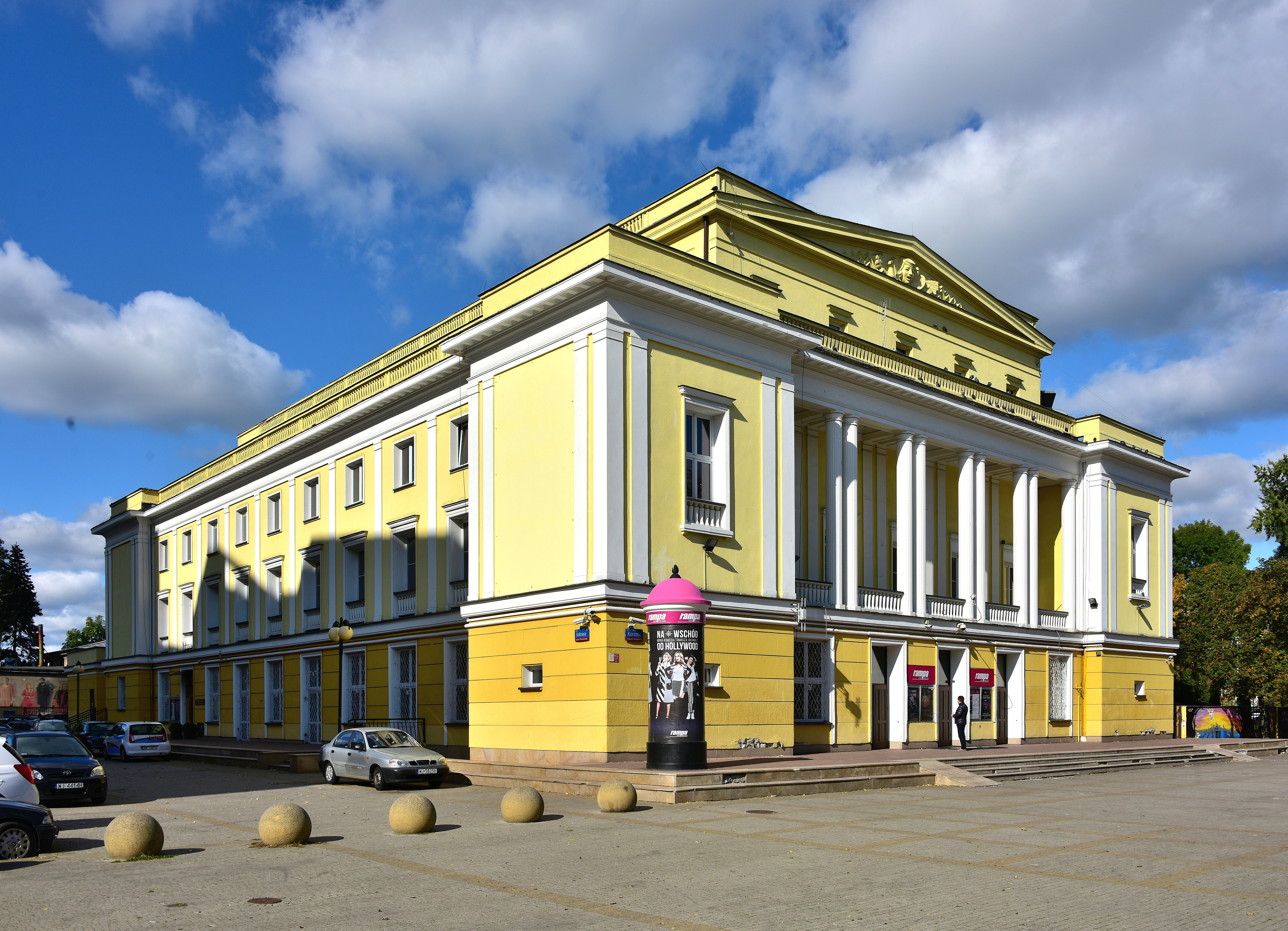
Teatr Rampa

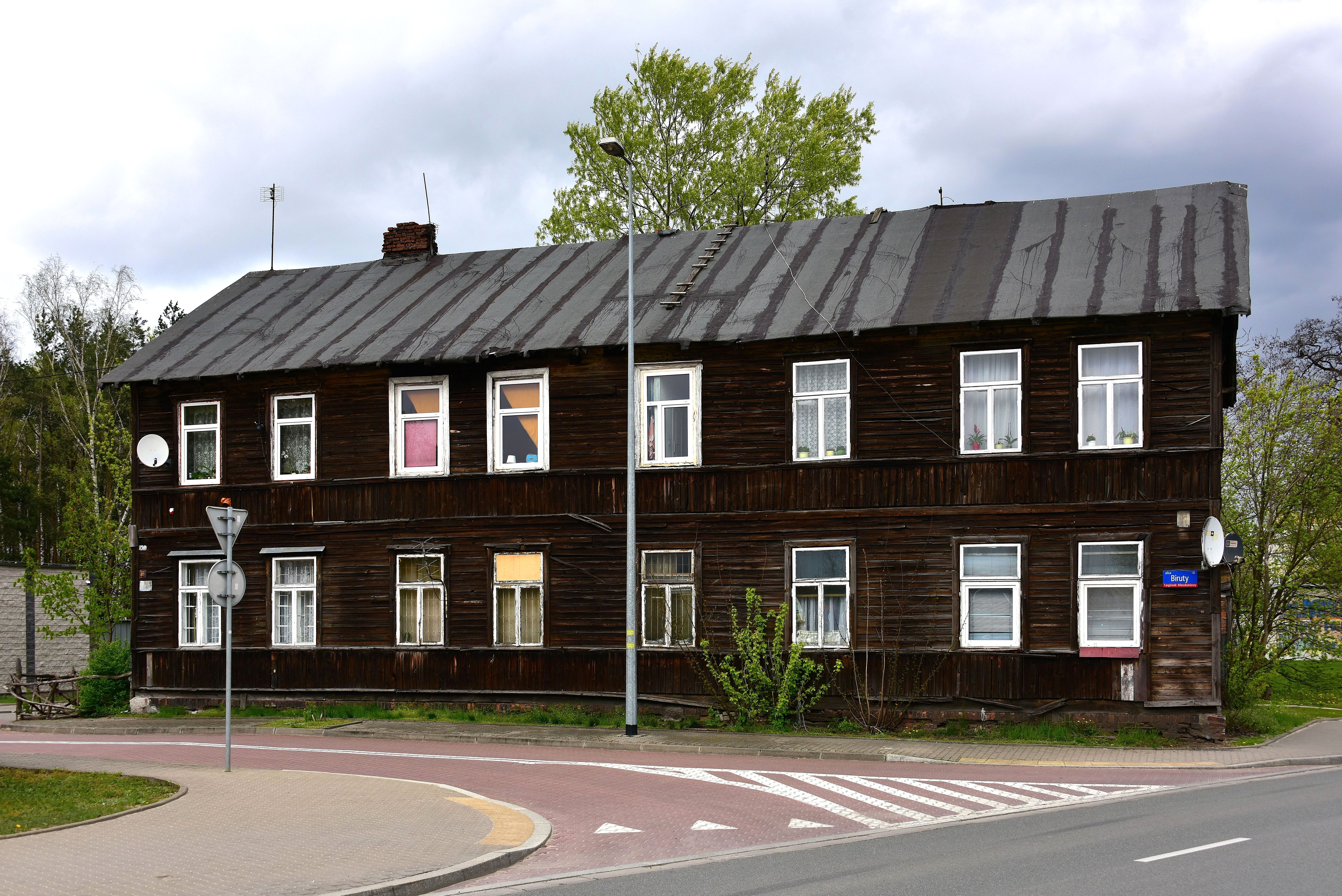
Dom Paprockich, relikt dawnej zabudowy Targówka

Targówek – dzielnica Warszawy położona w prawobrzeżnej części miasta. Jest jedną z 18 jednostek pomocniczych m.st. Warszawy.

## Informacje ogólne
Dzielnica dzieli się na dwie części: mieszkaniową (Bródno, Targówek Mieszkaniowy i Zacisze) oraz przemysłową (Targówek Fabryczny). Około 30% powierzchni dzielnicy zajmują tereny zielone, m.in. Las Bródnowski, park Bródnowski i park „Wiecha“ oraz liczne ogródki działkowe we wschodniej części dzielnicy.
Targówek graniczy:
- od zachodu z dzielnicą Praga-Północ
- od północy z dzielnicą Białołęka
- od wschodu z dzielnicą Rembertów oraz miastami Ząbki i Marki w powiecie wołomińskim
- od południa z dzielnicą Praga-Południe.

Według Miejskiego Systemu Informacji Targówek dzieli się na:
- Targówek Mieszkaniowy
- Targówek Fabryczny
- Bródno
- Bródno-Podgrodzie
- Zacisze
- Elsnerów
- Utrata.

## Historia
- IX/X w. – gród na terenach Starego Bródna
- XV w. – pierwsza historyczna wzmianka o wsi Targowe Małe
- W dokumencie z roku 1347 książęta Kazimierz i Ziemowit zwracają biskupom płockim zabrane wsi Kamion i Targowe prope Kamono sitam[5]
- 1580 – źródła podają, że wieś szlachecka Targowe Minor (Targówek) jest położona w powiecie warszawskim ziemi warszawskiej województwa mazowieckiego[6].
- 1740 – nadanie nazwy Targówek przez właściciela marszałka Lubomirskiego
- 1780 – założenie cmentarza żydowskiego
- 1794 – Bródno i Targówek spalone podczas rzezi Pragi
- 1884 – konsekracja cmentarza Bródnowskiego
- 7 kwietnia 1916 – włączenie terenów Targówka i Bródna w granice Warszawy
- 1951 – do tego roku miejscowość była siedzibą gminy Bródno. Włączenie terenu osiedla Zacisze w granice Warszawy
- od 1965 – budowa osiedli mieszkaniowych na Bródnie i Targówku
- 1982 – powołanie Koła Miłośników Bródna, od 2001 Oddział Miłośników Bródna Towarzystwa Przyjaciół Warszawy.
- 1994 – utworzenie Gminy Warszawa-Targówek składającej się z: Bródna, Targówka i Zacisza (przed 1994 tereny obecnej dzielnicy Targówek należały do dzielnicy Praga-Północ).
- 2002 – likwidacja gminy i przekształcenie jej w dzielnicę Warszawy
- 15 września 2019 – otwarcie stacji metra Targówek Mieszkaniowy i Trocka[7]
- 28 września 2022 − otwarcie stacji metra Zacisze, Kondratowicza i Bródno[8].

## Ważniejsze obiekty
- Cmentarz Bródnowski
  - drewniany kościół św. Wincentego à Paulo z XIX w.
- Cmentarz żydowski, założony w 1780, zniszczony w czasie II wojny światowej, pochowany tu był m.in. twórca pierwszego na świecie arytmometru wykonującego pięć działań Abraham Stern
- kościół Zmartwychwstania Pańskiego
- nagrobek Michała Walembergera z 1708 przy ul. Malborskiej – pozostałość po cmentarzu epidemicznym
- Las Bródnowski:
  - pozostałości wczesnopiastowskiego grodziska
  - fort Lewicpol – jeden z fortów Twierdzy Warszawa
- Park Bródnowski
- Park im. Stefana Wiecheckiego „Wiecha”
- Teatr Rampa
- drewniany dom Paprockich przy ul. Biruty 18, przykład typowej zabudowy przedwojennego Targówka

## Rada Dzielnicy
| Ugrupowanie                        | Kadencja 2002-2006 | Kadencja 2006-2010 | Kadencja 2010-2014 | Kadencja 2014-2018   | Kadencja 2018-2024        |
| ---------------------------------- | ------------------ | ------------------ | ------------------ | -------------------- | ------------------------- |
| Sojusz Lewicy Demokratycznej       | 6 (SLD-UP)         | 2 (LiD)            | 1                  | 1 (SLD Lewica Razem) | –                         |
| Centrum Samorządowe Nasza Stolica  | 1                  | –                  | –                  | –                    | –                         |
| Platforma Obywatelska              | 4                  | 10                 | 11                 | 9                    | 11 (Koalicja Obywatelska) |
| Prawo i Sprawiedliwość             | 10                 | 10                 | 9                  | 11                   | 10                        |
| Liga Polskich Rodzin               | 4                  | –                  | –                  | –                    | –                         |
| Mieszkańcy Bródna-Targówka-Zacisza | –                  | 3                  | 4                  | 4                    | 4                         |